# Шмартно-в-Тухиню
Шмартно-в-Тухиню (словен. Šmartno v Tuhinju) — поселення в общині Камник, Осреднєсловенський регіон, Словенія. Висота над рівнем моря: 462,5 м.